# V tátově stínu
V tátově stínu (v anglickém originále Being Flynn) je americká filmová komedie z roku 2012. Režisérem filmu je Paul Weitz. Hlavní role ve filmu ztvárnili Robert De Niro, Julianne Moore, Paul Dano, Liam Broggy a Olivia Thirlby.

## Obsazení
| Robert De Niro | Jonathan Flynn |
| Julianne Moore | Jody Flynn     |
| Paul Dano      | Nick Flynn     |
| Liam Broggy    | mladý Nick     |
| Olivia Thirlby | Denise         |
| Lily Taylor    | Joy            |
| Dale Dickey    | Marie          |
| Victor Rasuk   | Gabriel        |
| Wes Studi      | kapitán        |